# Gran Premio di Spagna 2013
Il Gran Premio di Spagna 2013 è stata la quinta prova della stagione 2013 del campionato mondiale di Formula 1. Si è disputata domenica 12 maggio 2013 sul circuito di Catalogna a Montmeló. La gara è stata vinta dallo spagnolo Fernando Alonso su Ferrari, al suo trentaduesimo ed ultimo successo nel mondiale, nonché all’ultima vittoria con la Ferrari. Alonso ha preceduto sul traguardo il finlandese Kimi Räikkönen su Lotus-Renault ed il suo compagno di squadra, il brasiliano Felipe Massa.

## Vigilia

### Sviluppi futuri
Le scuderie approvano il nuovo sistema "a punti" per la comminazione di penalità per i piloti. Il sistema deve essere approvato dal Consiglio Mondiale della FIA, per entrare in vigore nel 2014. Un'altra novità per il 2014 è la possibilità di avere un treno di gomme extra, rispetto a quanto previsto quest'anno, da utilizzare nella prima mezz'ora della prima sessione di prove del venerdì.

### Aspetti tecnici
La Pirelli, fornitrice unica degli pneumatici, annuncia che per il Gran Premio porterà gomme di mescola hard e di mescola medium. La casa italiana, da questo Gran Premio, modifica la mescola hard, ora più simili per prestazioni a quelle della stagione 2012.
La prima gara europea tradizionalmente offre nuove soluzioni da parte dei team. La Sauber ha annunciato una serie di modifiche sulla propria C32, tra cui una nuova ala posteriore. La C32 presenta anche una diversa integrazione delle telecamere poste sul musetto. Anche la Ferrari ha annunciato nuove ali, un nuovo fondo e modifiche alla carrozzeria della F138. La modifica degli sfoghi dell'aria calda, ora posti in coda, determina una nuova scelta per il raffreddamento, con l'obiettivo di migliorare l'efficienza aerodinamica tramite una migliore fluidodinamica dei flussi passanti nelle pance. La Caterham CT03 ha un nuovo musetto, dotato del vanity panel per nascondere la gobba dovuta a ragioni di sicurezza e presente fino al Gran Premio precedente, e una nuova ala anteriore.
La FIA stabilisce due zone per l'attivazione del DRS: la prima sul rettilineo di partenza, con detection point all'altezza dell'entrata dei box; la seconda tra la curva Campsa e la Caixa.

### Aspetti sportivi
La FIA nomina Alan Jones commissario aggiunto per il Gran Premio. Jones, campione del mondo di F1 nel 1980, ha svolto per l'ultima volta questa funzione nel Gran Premio d'India 2012. Il direttore tecnico della Lotus James Allison dà le dimissioni dal suo incarico. Viene sostituito da Nick Chester.
La Mercedes presenta da questa gara una livrea delle sue vetture, con una maggiore presenza di colore argento.
Il pilota venezuelano Rodolfo González ha preso il posto di Max Chilton alla Marussia, per la prima sessione del venerdì, mentre Heikki Kovalainen sostituisce Charles Pic alla Caterham, sempre al venerdì mattina.

## Prove

### Resoconto
La prima sessione del venerdì è stata caratterizzata dalla pioggia, anche se le precipitazioni si sono esaurite nel corso della stessa, permettendo alla pista di asciugarsi. I primi due tempi sono fatti segnare dalle due Ferrari di Fernando Alonso e Felipe Massa, mentre al terzo posto chiude un'altra vettura motorizzata da Maranello, ovvero la STR di Jean-Éric Vergne. Sono gli unici tre piloti a scendere sotto l'1'26. Le due Red Bull Racing di Sebastian Vettel e Mark Webber sono classificate molto indietro: Vettel ha compiuto pochi giri mentre Webber ha preferito concentrarsi sull'assetto con carico di benzina. Jenson Button della McLaren non ha fatto segnare tempi validi, cercando invece di ottimizzare l'impiego delle nuove soluzioni previste dalla sua monoposto.
La seconda sessione del venerdì è stata invece caratterizzata da tempo soleggiato e nel finale nuvoloso con molto vento che ha asciugato rapidamente la traiettoria. I piloti sono subito scesi in pista e la sessione si è rivelata combattuta. Le due Red Bull Racing hanno provato a dominare ma tra loro si è infilata la Ferrari di Fernando Alonso. Buone ancora le prestazioni delle STR che si sono piazzate in nona e undicesima posizione. Lontane, invece le McLaren, che si sono posizionate a 2" dal leader in 12ª e 13ª posizione. L'altra Ferrari di Felipe Massa si è piazzata in quinta posizione dietro la Lotus-Renault di Kimi Räikkönen e davanti alle due Mercedes.
Felipe Massa è stato il più rapido nella sessione del sabato mattina. Il brasiliano, che ha ottenuto la prestazione al termine della sessione montando gomme hard, ha preceduto Kimi Räikkönen per soli sei millesimi. I primi undici piloti sono racchiusi in un solo secondo.

### Risultati
Nella prima sessione del venerdì si è avuta questa situazione:
| Pos | Nº | Pilota           | Costruttore | Tempo    | Gap    | Giri |
| --- | -- | ---------------- | ----------- | -------- | ------ | ---- |
| 1   | 3  | Fernando Alonso  | Ferrari     | 1'25"252 |        | 20   |
| 2   | 4  | Felipe Massa     | Ferrari     | 1'25"455 | +0"203 | 20   |
| 3   | 18 | Jean-Éric Vergne | STR-Ferrari | 1'25"667 | +0"415 | 25   |

Nella seconda sessione del venerdì si è avuta questa situazione:
| Pos | Nº | Pilota           | Costruttore             | Tempo    | Gap    | Giri |
| --- | -- | ---------------- | ----------------------- | -------- | ------ | ---- |
| 1   | 1  | Sebastian Vettel | Red Bull Racing-Renault | 1'22"808 |        | 34   |
| 2   | 3  | Fernando Alonso  | Ferrari                 | 1'22"825 | +0"017 | 35   |
| 3   | 2  | Mark Webber      | Red Bull Racing-Renault | 1'22"891 | +0"083 | 36   |

Nella sessione del sabato mattina si è avuta questa situazione:
| Pos | Nº | Pilota         | Costruttore             | Tempo    | Gap    | Giri |
| --- | -- | -------------- | ----------------------- | -------- | ------ | ---- |
| 1   | 4  | Felipe Massa   | Ferrari                 | 1'21"901 |        | 13   |
| 2   | 7  | Kimi Räikkönen | Lotus-Renault           | 1'21"907 | +0"006 | 14   |
| 3   | 2  | Mark Webber    | Red Bull Racing-Renault | 1'22"044 | +0"143 | 17   |

## Qualifiche

### Resoconto
La Ferrari e la Lotus decidono di non utilizzare le gomme medie e optano per le hard, mentre Red Bull Racing e Mercedes effettuano una scelta opposta. Il miglior tempo della sessione è di Lewis Hamilton. Vengono eliminate le due Williams, le due Caterham e le due Marussia. Il pilota della Sauber Esteban Gutiérrez viene considerato responsabile di aver ostacolato Kimi Räikkönen e, per tale ragione, al termine della sessione è penalizzato di tre posizioni sulla griglia.
In Q2 Hamilton si conferma il più veloce, anche se ottiene tale tempo solo nell'ultimo tentativo. Fernando Alonso, terzo, è l'unico che effettua un solo tentativo. Vengono eliminati Jenson Button, i due della Toro Rosso, i due della Sauber e Adrian Sutil. Felipe Massa, come Gutiérrez, viene sanzionato con la perdita di tre posti sulla griglia, al termine delle prove, per aver ostacolato Mark Webber.
Nella fase decisiva va in testa Nico Rosberg, davanti alle due Ferrari. In prima fila però, con un solo tentativo nella parte finale della Q3, balza Lewis Hamilton, che precede Sebastian Vettel e Kimi Räikkönen. Rosberg conquista la terza pole nel mondiale, la seconda consecutiva. Per la Mercedes è la dodicesima partenza al palo, sesta volta in cui conquista primo e secondo posto in griglia.

### Risultati
Nella sessione di qualifica si è avuta questa situazione:
| Pos                         | Nº | Pilota              | Costruttore             | Q1       | Q2       | Q3       | Griglia |
| --------------------------- | -- | ------------------- | ----------------------- | -------- | -------- | -------- | ------- |
| 1                           | 9  | Nico Rosberg        | Mercedes                | 1'21"913 | 1'21"776 | 1'20"718 | 1       |
| 2                           | 10 | Lewis Hamilton      | Mercedes                | 1'21"728 | 1'21"001 | 1'20"972 | 2       |
| 3                           | 1  | Sebastian Vettel    | Red Bull Racing-Renault | 1'22"158 | 1'21"602 | 1'21"054 | 3       |
| 4                           | 7  | Kimi Räikkönen      | Lotus-Renault           | 1'22"210 | 1'21"676 | 1'21"177 | 4       |
| 5                           | 3  | Fernando Alonso     | Ferrari                 | 1'22"264 | 1'21"646 | 1'21"218 | 5       |
| 6                           | 4  | Felipe Massa        | Ferrari                 | 1'22"492 | 1'21"978 | 1'21"219 | 9       |
| 7                           | 8  | Romain Grosjean     | Lotus-Renault           | 1'22"613 | 1'21"998 | 1'21"308 | 6       |
| 8                           | 2  | Mark Webber         | Red Bull Racing-Renault | 1'22"342 | 1'21"718 | 1'21"570 | 7       |
| 9                           | 6  | Sergio Pérez        | McLaren-Mercedes        | 1'23"116 | 1'21"790 | 1'22"069 | 8       |
| 10                          | 14 | Paul di Resta       | Force India-Mercedes    | 1'22"663 | 1'22"019 | 1'22"233 | 10      |
| 11                          | 19 | Daniel Ricciardo    | STR-Ferrari             | 1'22"905 | 1'22"127 | N.D.     | 11      |
| 12                          | 18 | Jean-Éric Vergne    | STR-Ferrari             | 1'22"775 | 1'22"166 | N.D.     | 12      |
| 13                          | 15 | Adrian Sutil        | Force India-Mercedes    | 1'22"952 | 1'22"346 | N.D.     | 13      |
| 14                          | 5  | Jenson Button       | McLaren-Mercedes        | 1'23"166 | 1'22"355 | N.D.     | 14      |
| 15                          | 11 | Nico Hülkenberg     | Sauber-Ferrari          | 1'23"058 | 1'22"389 | N.D.     | 15      |
| 16                          | 12 | Esteban Gutiérrez   | Sauber-Ferrari          | 1'23"218 | 1'22"793 | N.D.     | 19      |
| 17                          | 17 | Valtteri Bottas     | Williams-Renault        | 1'23"260 | N.D.     | N.D.     | 16      |
| 18                          | 16 | Pastor Maldonado    | Williams-Renault        | 1'23"318 | N.D.     | N.D.     | 17      |
| 19                          | 21 | Giedo van der Garde | Caterham-Renault        | 1'24"661 | N.D.     | N.D.     | 18      |
| 20                          | 22 | Jules Bianchi       | Marussia-Cosworth       | 1'24"713 | N.D.     | N.D.     | 20      |
| 21                          | 23 | Max Chilton         | Marussia-Cosworth       | 1'24"996 | N.D.     | N.D.     | 21      |
| 22                          | 20 | Charles Pic         | Caterham-Renault        | 1'25"070 | N.D.     | N.D.     | 22      |
| Tempo limite 107%: 1'27"448 |    |                     |                         |          |          |          |         |

Con i tempi in grassetto sono visualizzate le migliori prestazioni in Q1, Q2 e Q3.

## Gara

### Resoconto
Al via Nico Rosberg mantiene il comando seguito da Sebastian Vettel e Lewis Hamilton; Fernando Alonso, all’esterno della curva 3, passa sia Hamilton sia Kimi Räikkönen. Dietro ai primi cinque si piazza Felipe Massa, che passa Sergio Pérez all’inizio del secondo giro.
Al settimo giro Räikkönen passa Hamilton per la quarta posizione: il britannico è passato anche da Massa il giro seguente. Tra il giro 8 e il giro 11 effettuano il primo cambio gomme i migliori della classifica: Fernando Alonso guadagna una posizione, ponendosi tra Rosberg e Vettel; anche Massa sopravanza Raikkonen. Al comando nel frattempo c'è Esteban Gutiérrez, per la prima volta nel mondiale. Rosberg appare in difficoltà e cede diverse posizioni in pochi giri. Prima è passato da Alonso, poi da Vettel, Massa e Räikkönen. Gutiérrez va al cambio gomme al quattordicesimo giro. Ora la classifica vede in testa Fernando Alonso, seguito da Sebastian Vettel, Felipe Massa, Kimi Räikkönen, Nico Rosberg, Mark Webber e Sergio Pérez. La corsa sembra già riservata ai primi quattro che allungano inesorabilmente mentre, alle loro spalle, si mette in luce Mark Webber su una strategia di quattro stop. Affondano le Mercedes, con un ritmo gara ben diverso da quello delle prove.
Al giro 20 Massa compie il secondo pit stop, seguito al giro 21 da Alonso, al giro 24 da Vettel e due giri dopo da Räikkönen. La classifica vede ora nuovamente al comando lo spagnolo della Ferrari, seguito da Massa, Vettel e Räikkönen. Il finlandese conquista la terza posizione con un sorpasso su Vettel all’inizio del trentatreesimo giro. Il terzo stop per le Ferrari al giro 37: appena rientrato in pista Alonso passa definitivamente Kimi Räikkönen, che ora è secondo davanti a Vettel. Dopo il terzo pit stop del tedesco, al giro 40, Massa torna terzo.
Kimi Räikkönen effettua il suo terzo cambio gomme al giro 46, scendendo al terzo. Tra il giro 50 e 52 vanno al quarto cambio gomme Alonso, Massa e Vettel. Alonso mantiene il comando della gara, seguito però da Kimi Räikkönen, che ha sopravanzato Massa. Negli ultimi giri Massa tenta di avvicinarsi a Räikkönen, ma senza impensierirlo.
Fernando Alonso vince per la seconda volta in carriera il Gran Premio di Spagna, precedendo Kimi Räikkönen e Felipe Massa. Per l'iberico si tratta del trentaduesimo e, attualmente, ultimo successo in F1. Il giro veloce è conquistato per la prima volta da Esteban Gutiérrez.

### Risultati
I risultati del Gran Premio sono i seguenti:
| Pos | Nº | Pilota              | Costruttore             | Giri | Tempo/Ritiro     | Griglia | Punti |
| --- | -- | ------------------- | ----------------------- | ---- | ---------------- | ------- | ----- |
| 1   | 3  | Fernando Alonso     | Ferrari                 | 66   | 1h39'16"596      | 5       | 25    |
| 2   | 7  | Kimi Räikkönen      | Lotus-Renault           | 66   | +9"338           | 4       | 18    |
| 3   | 4  | Felipe Massa        | Ferrari                 | 66   | +26"049          | 9       | 15    |
| 4   | 1  | Sebastian Vettel    | Red Bull Racing-Renault | 66   | +38"273          | 3       | 12    |
| 5   | 2  | Mark Webber         | Red Bull Racing-Renault | 66   | +47"963          | 7       | 10    |
| 6   | 9  | Nico Rosberg        | Mercedes                | 66   | +1'08"020        | 1       | 8     |
| 7   | 14 | Paul di Resta       | Force India-Mercedes    | 66   | +1'08"988        | 10      | 6     |
| 8   | 5  | Jenson Button       | McLaren-Mercedes        | 66   | +1'19"506        | 14      | 4     |
| 9   | 6  | Sergio Pérez        | McLaren-Mercedes        | 66   | +1'21"738        | 8       | 2     |
| 10  | 19 | Daniel Ricciardo    | Toro Rosso-Ferrari      | 65   | +1 giro          | 11      | 1     |
| 11  | 12 | Esteban Gutiérrez   | Sauber-Ferrari          | 65   | +1 giro          | 19      |       |
| 12  | 10 | Lewis Hamilton      | Mercedes                | 65   | +1 giro          | 2       |       |
| 13  | 15 | Adrian Sutil        | Force India-Mercedes    | 65   | +1 giro          | 13      |       |
| 14  | 16 | Pastor Maldonado    | Williams-Renault        | 65   | +1 giro          | 17      |       |
| 15  | 11 | Nico Hülkenberg     | Sauber-Ferrari          | 65   | +1 giro          | 15      |       |
| 16  | 17 | Valtteri Bottas     | Williams-Renault        | 65   | +1 giro          | 16      |       |
| 17  | 20 | Charles Pic         | Caterham-Renault        | 65   | +1 giro          | 22      |       |
| 18  | 22 | Jules Bianchi       | Marussia-Cosworth       | 64   | +2 giri          | 20      |       |
| 19  | 23 | Max Chilton         | Marussia-Cosworth       | 64   | +2 giri          | 21      |       |
| Rit | 18 | Jean-Éric Vergne    | STR-Ferrari             | 52   | Incidente ai box | 12      |       |
| Rit | 21 | Giedo van der Garde | Caterham-Renault        | 21   | Ruota            | 18      |       |
| Rit | 8  | Romain Grosjean     | Lotus-Renault           | 8    | Sospensione      | 6       |       |

## Classifiche mondiali

### Piloti
| Pos | Pilota           | Punti |
| --- | ---------------- | ----- |
| 1   | Sebastian Vettel | 89    |
| 2   | Kimi Räikkönen   | 85    |
| 3   | Fernando Alonso  | 72    |
| 4   | Lewis Hamilton   | 50    |
| 5   | Felipe Massa     | 45    |
| 6   | Mark Webber      | 42    |
| 7   | Romain Grosjean  | 26    |
| 8   | Paul di Resta    | 26    |
| 9   | Nico Rosberg     | 22    |
| 10  | Jenson Button    | 17    |
| 11  | Sergio Pérez     | 12    |
| 12  | Daniel Ricciardo | 7     |
| 13  | Adrian Sutil     | 6     |
| 14  | Nico Hülkenberg  | 5     |
| 15  | Jean-Éric Vergne | 1     |

### Costruttori
| Pos | Team                    | Punti |
| --- | ----------------------- | ----- |
| 1   | Red Bull Racing-Renault | 131   |
| 2   | Ferrari                 | 117   |
| 3   | Lotus-Renault           | 111   |
| 4   | Mercedes                | 72    |
| 5   | Force India-Mercedes    | 32    |
| 6   | McLaren-Mercedes        | 29    |
| 7   | STR-Ferrari             | 8     |
| 8   | Sauber-Ferrari          | 5     |

## Decisioni della FIA
Al termine della gara, la FIA multa di 10000 € la Caterham per non aver immediatamente intimato a Giedo van der Garde di parcheggiare a bordo pista la propria monoposto, dopo che questa aveva perduto uno pneumatico, dopo un pit stop effettuato durante la gara.